# Clubiona procera
Clubiona procera este o specie de păianjeni din genul Clubiona, familia Clubionidae, descrisă de Chrysanthus, 1967. Conform Catalogue of Life specia Clubiona procera nu are subspecii cunoscute.